# 割戻
割戻（わりもどし）とは、会計用語で、一定以上の売上実績があった相手先に対して、あらかじめ取り決めた額や率により、売上代金の減額や返金を行うこと。簿記で、売り上げた側は売上割戻、仕入れた側は仕入割戻として処理され、売上等から直接減額の方法を採ることもできる。損益計算書では、売上高または売上原価（仕入）の内訳項目であり、それぞれから売上割戻または仕入割戻を控除して表記する。
商行為用語であるリベートの一種で、メーカー等が小売店等に売上代金を減額や返金をする販売奨励金など、売上代金の減額や返金等のみを指す。売上代金の存在しない契約奨励金、返金行為等ではない商品や物品の贈呈、担当者個人への個人リベート（裏金）、官吏への賄賂等は該当しない。